# Галимов, Раис Мустафаевич
Раис Мустафаевич Галимов (тат. Рәис Мостафа улы Галимов; род. 5 октября 1946, Казань, Татарская АССР, РСФСР, СССР) — советский яхтсмен. Участник летних Олимпийских игр 1972 года, серебряный призёр чемпионата Европы 1971 года.

## Биография
Раис Галимов родился 5 октября 1946 года в городе Казань.
С 1970 года выступал в соревнованиях по парусному спорту в классе «Солинг» в качестве второго члена экипажа с рулевым Тимиром Пинегиным и членом экипажа Фёдором Шутковым. В 1971 году Шуткова сменил Валентин Замотайкин.
В 1971 году завоевал серебряную медаль чемпионата Европы по парусному спорту в Травемюнде в классе «Солинг», выступая вместе с рулевым Тимиром Пинегиным и членом экипажа Валентином Замотайкиным и уступив экипажу из Дании. Эта награда стала для советских яхтсменов первой в этом классе на чемпионатах Европы.
В 1972 году вошёл в состав сборной СССР на летних Олимпийских играх в Мюнхене. В классе «Солинг» вместе с рулевым Тимиром Пинегиным и членом экипажа Валентином Замотайкиным заняли 7-е место, набрав 65,0 очка и уступив 56,3 очка завоевавшему золото экипажу из США.